# Norbourne Estates, Kentucky
Norbourne Estates, Kentucky (енгл. Norbourne Estates) град је у америчкој савезној држави Кентаки.

## Демографија
По попису из 2010. године број становника је 441, што је 20 (-4,3%) становника мање него 2000. године.
| Група             | 2000.       | 2010.       |
| Белци             | 451 (97,8%) | 427 (96,8%) |
| Афроамериканци    | 0 (0,0%)    | 5 (1,1%)    |
| Азијати           | 1 (0,2%)    | 2 (0,5%)    |
| Хиспаноамериканци | 3 (0,7%)    | 7 (1,6%)    |
| Укупно            | 461         | 441         |